# ÖBB 1062
Die Reihe 1062 der Österreichischen Bundesbahnen (ÖBB) waren vierachsige elektrische Verschubdienstlokomotiven die von 1955 bis 1995 im Einsatz waren. Die Maschinen wurden von der Lokomotivfabrik Floridsdorf gebaut.

## Geschichte

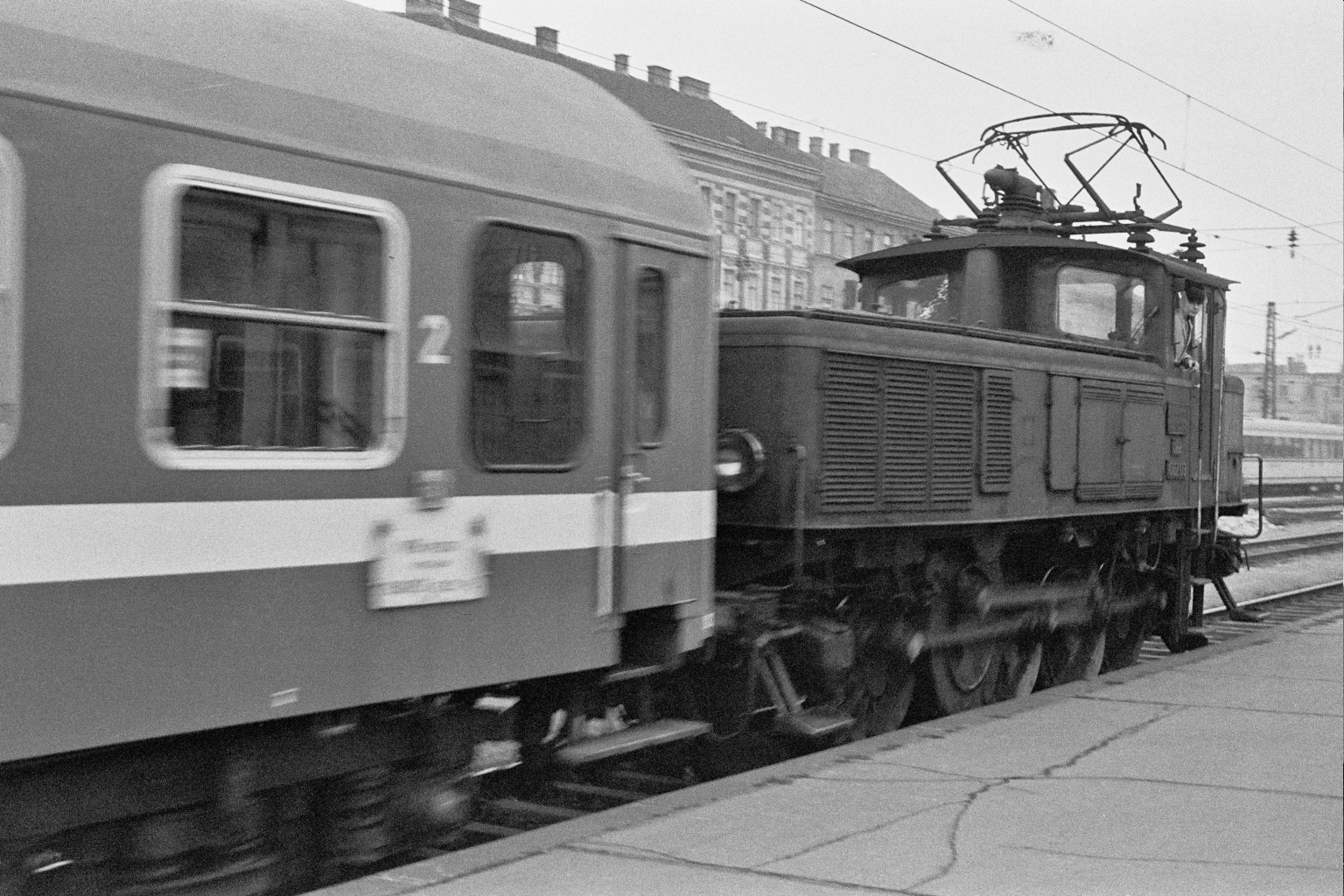
1062.03 beim Verschub des „Orient-Express“ in Wien West (1970)

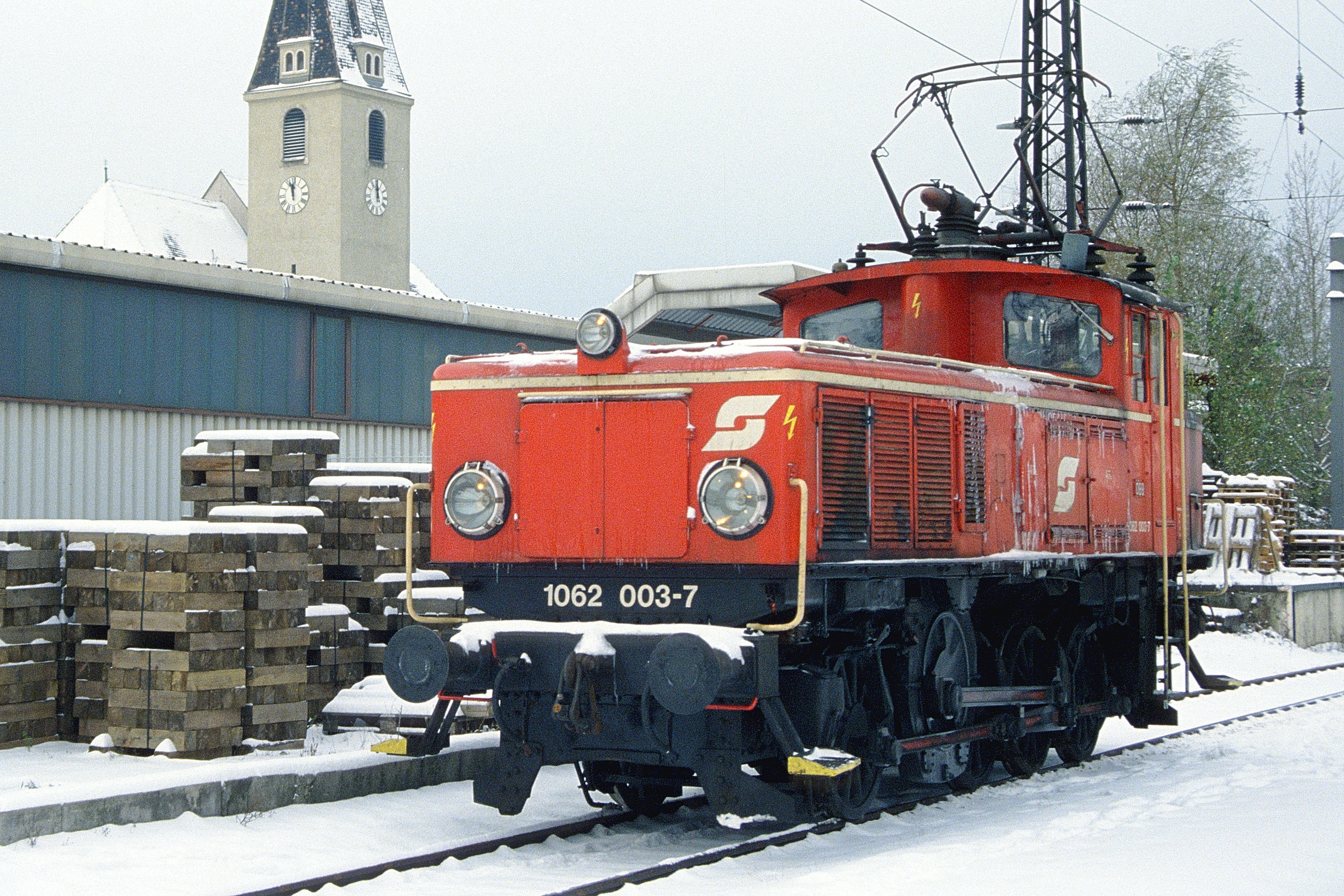
1062 003-7 noch im Plandienst in Wien Penzing, 1993

Durch das Elektrifizierungsprogramm der Österreichischen Bundesbahnen nach dem Zweiten Weltkrieg wurden alle großen österreichischen Verschiebebahnhöfe elektrifiziert, wodurch einerseits die bisher eingesetzten Dampflokomotiven überflüssig wurden, andererseits die Anschaffung neuer, elektrischer Verschublokomotiven nötig war. Die ÖBB entschieden sich für die Weiterentwicklung der vorhandenen Reihen 1061 und 1161. Auf der Basis dieser Reihen entstand die Reihe 1062.
Die Loks hatten zwei Vorbauten – vorne einen kurzen und hinten einen langen Vorbau und waren ursprünglich tannengrün lackiert. Die Lokomotiven wurden nicht nur im Verschubdienst, sondern auch vor Güterzügen eingesetzt. Nach 40 Dienstjahren wurden alle noch vorhandenen Lokomotiven im Jahre 1995 ausgemustert. Zwei Lokomotiven sind bis heute erhalten geblieben.

## Verbleib
| Nummer     | Baujahr | Farbgebung | Eigentümer  | Standort                  | Betriebsfähig   |
| ---------- | ------- | ---------- | ----------- | ------------------------- | --------------- |
| 1062.007-8 | 1955    | grün       | Austrovapor | Eisenbahnmuseum Strasshof | Ja              |
| 1062.012-8 | 1955    | rot        | ÖGEG        | Lokpark Ampflwang         | In Aufarbeitung |